# Tieri
Tieri är en ort i Australien. Den ligger i kommunen Central Highlands och delstaten Queensland, omkring 680 kilometer nordväst om delstatshuvudstaden Brisbane.
Trakten runt Tieri är nära nog obefolkad, med mindre än två invånare per kvadratkilometer..
I omgivningarna runt Tieri växer huvudsakligen savannskog.  Genomsnittlig årsnederbörd är 817 millimeter. Den regnigaste månaden är januari, med i genomsnitt 155 mm nederbörd, och den torraste är augusti, med 10 mm nederbörd.